# Chita (Aichi)
Chita (japanisch 知多市, -shi) ist eine Stadt in der Präfektur Aichi auf Honshū, der Hauptinsel von Japan. 

## Geographie
Chita liegt südlich von Nagoya auf der Chita-Halbinsel an der Ise-Bucht.

## Geschichte
Die Stadt Chita wurde am 1. September 1970 zur Großstadt (shi).

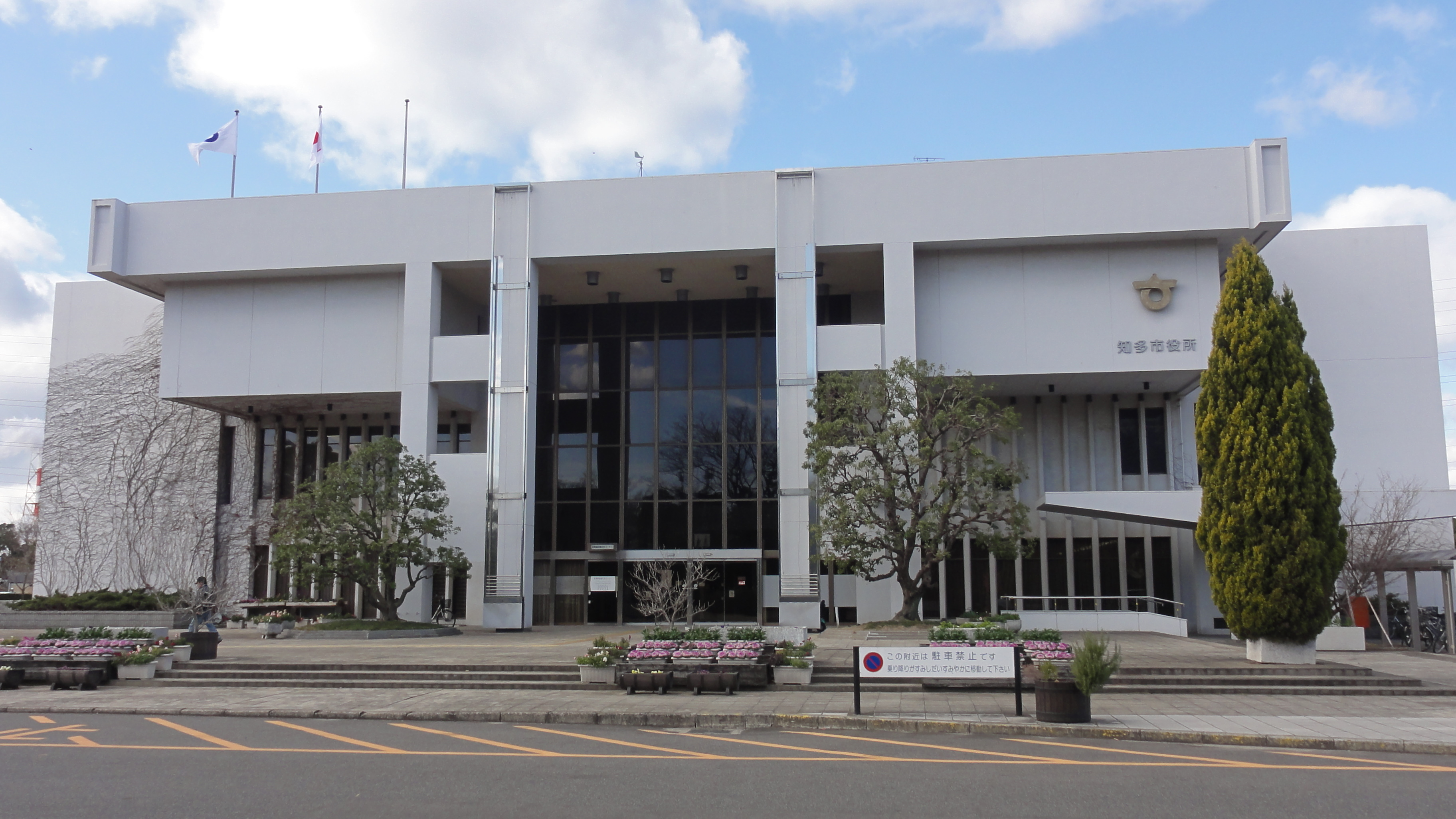
Rathaus

## Söhne und Töchter der Stadt
- Takeuchi Rizō (1907–1997), Historiker

## Verkehr
- Zug
  - Meitetsu Tokoname-Linie
- Straße
  - Nationalstraße 155,247

## Partnerstädte
- Tschita

## Angrenzende Städte und Gemeinden
- Tōkai (Aichi)
- Tokoname